# Бобровиця (станція)
Бобро́виця — проміжна залізнична станція 3-го класу Київської дирекції Південно-Західної залізниці на лінії Київ-Пасажирський — Ніжин між зупинними пунктами Макарівка (4 км) та Попудренко (10 км). Розташована у місті Бобровиця Чернігівської області.

## Історія
Станція була побудована у 1868 році і була єдиною товарною станцією у Козелецькому повіті.

## Інфраструктура
Станція має дві головні і дві приймально-відправні колії, а також інші другорядні колії. На станції знаходяться вантажні пакгаузи та розвантажувальна рампа. Станція має великий об'єм вантажної та комерційної роботи, завдяки підприємствам аграрної промисловості, від яких до станції пролягають під'їзні колії, такі як ТОВ «Земля і Воля», Бобровицьке ХПП, Хлібна база № 83.

## Пасажирське сполучення
На станції зупиняються приміські електропоїзди, зокрема підвищеного комфорту, однак поїзди далекого сполучення не зупиняються.